# Garbatka miesięcznica
Garbatka miesięcznica (Notodonta tritophus) – gatunek motyla z rodziny garbatkowatych. Zamieszkuje Europę i Zakaukazie. Gąsienice żerują na osikach, rzadko na innych topolach, brzozach lub wierzbach. Osobniki dorosłe są aktywne nocą.

## Taksonomia
Gatunek ten opisany został po raz pierwszy w 1775 roku przez Johanna N.C.M. Denisa i Ignaza Schiffermüllera pod nazwą Bombyx tritophus. Jako miejsce typowe wskazano okolice Wiednia. W jego obrębie wyróżnia się podgatunki:
- Notodonta tritophus irfana (de Freina, 1983)
- Notodonta tritophus phoebe (Siebert, 1790)
- Notodonta tritophus tiefi Bartel, 1903
- Notodonta tritophus tritophus (Denis & Schiffermüller, 1775)

## Morfologia

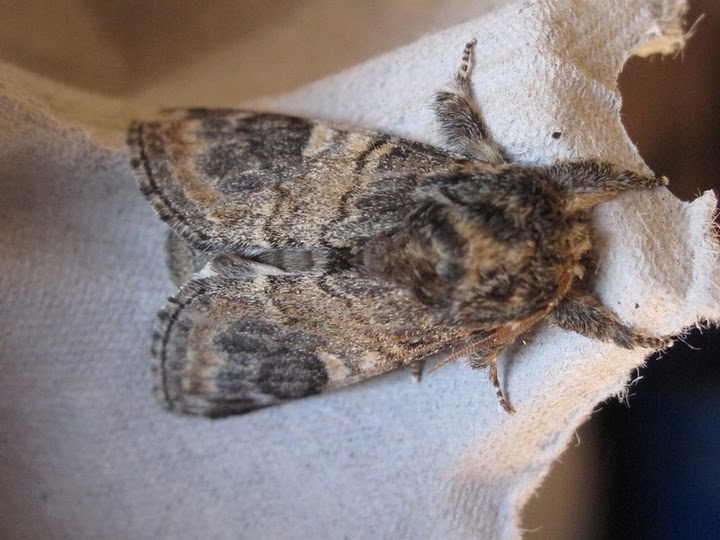
Imago w spoczynku

Motyl o krępym ciele i rozpiętości skrzydeł sięgającej od 46 do 54 mm. Głowa jest zaopatrzona w niecałkowicie owłosione oczy złożone, krótkie głaszczki i uwstecznioną ssawkę, natomiast pozbawiona jest przyoczek. Czułki osiągają ⅓ długości przedniego skrzydła i wykazują znaczny dymorfizm płciowy w budowie, będąc obustronnie grzebykowanymi u samca, zaś piłkowanymi lub ząbkowanymi u samicy. Owłosienie krótkiego i szerokiego tułowia jest gęste, ale nie formuje czuba pośrodku grzbietu. Skrzydło przedniej pary osiąga od 22 do 29 mm długości, ma wydłużony wierzchołek, skośną krawędź zewnętrzną i ząb na krawędzi tylnej. Tło tegoż skrzydła jest ciemnobrunatne. Na nim widnieją cienkie, żółtawe, ciemno obwiedzione przepaski, czarne żyłki podłużne, ciemna kreska w żółtawej obwódce na żyłce poprzecznej oraz klinowate, żółtawe rozjaśnienie w wewnętrznej części pola środkowego. Linia falista jest zatarta. Barwa strzępiny jest szarawobrunatna. Dość małe, owalne skrzydło tylne ma kolor białawy z ciemno obwiedzonym zewnętrznym brzegiem i czarnobrunatną plamką w tylnym kącie. Odnóża są silnie owłosione, te tylnej pary mają dwie pary ostróg na goleniach. Duży odwłok ma cylindryczny kształt i gęste owłosienie.
Gąsienica charakteryzuje się obecnością trzech nieco ku tyłowi odgiętych mięsistych garbów zlokalizowanych na grzbietowych częściach segmentów ciała: piątego, szóstego i siódmego. Początkowe stadia rozwojowe mają ubarwienie popielatobrązowe. U gąsienicy stadium ostatniego kolorystyka jest zmienna, od brązowoszarej po zielonożółtą z różowym plamkowaniem.

## Ekologia i występowanie
Owad ten zasiedla wilgotne lasy (zwłaszcza łęgowe), parki, ogrody, zarośla, brzegi rzek i strumieni, zarastające krzewami polany oraz przydrożne nasadzenia. Gąsienice są foliofagami żerującymi na liściach topoli osiki, rzadziej wybierają topolę czarną, brzozy lub wierzby. Owady dorosłe nie pobierają pokarmu i są aktywne nocą. Przylatują do sztucznych źródeł światła.
W Europie Środkowej występują dwa pokolenia w ciągu roku. Motyle pierwszego z nich latają od drugiej połowy kwietnia do pierwszej połowy czerwca, a wydane przez nie gąsienice żerują w czerwcu i lipcu. Motyle drugiego pokolenia aktywne są od lipca do sierpnia. Gąsienice drugiego pokolenia żerują w sierpniu i wrześniu. Gdy są wyrośnięte, schodzą na glebę. Na jej powierzchni i płytko pod nią konstruują oprzęd, w którym następuje przepoczwarczenie. Stadium zimującym jest poczwarka drugiego pokolenia.
Gatunek palearktyczny. W Europie znany jest z Portugalii, Hiszpanii, Andory, Wielkiej Brytanii, Francji, Belgii, Luksemburgu, Holandii, Niemiec, Szwajcarii, Austrii, Włoch, Danii, Szwecji, Norwegii, Finlandii, Estonii, Łotwy, Litwy, Polski, Czech, Słowacji, Węgier, Białorusi, Ukrainy, Rumunii, Bułgarii, Słowenii, Chorwacji, Bośni i Hercegowiny, Serbii, Czarnogóry oraz europejskich części Rosji i Turcji. Poza Europą podawany jest z Armenii. W Polsce jest gatunkiem rzadko spotykanym. Z kolei na „Czerwonej liście gatunków zagrożonych Republiki Czeskiej” umieszczony został ze statusem gatunku narażonego na wyginięcie (VU).